# Уравнение состояния Бенедикта — Вебба — Рубина
Уравнение состояния Бенедикта — Вебба — Рубина (уравнение состояния Бенедикта — Уэбба — Рубина) — многопараметрическое уравнение состояния, полученное в работах 1940—42 годов Мэнсоном Бенедиктом, Джорджем Веббом (Уэббом) (George B. Webb) и Льюисом Рубином (Louis C. Rubin) в ходе улучшения уравнения Битти — Бриджмена. Уравнение было получено корреляцией термодинамических и волюметрических данных жидких и парогазообразных лёгких углеводородов, а также их смесей. Уравнение, в отличие от уравнения Редлиха — Квонга, не является кубическим относительно коэффициента сжимаемости {\displaystyle Z={\frac {PV}{RT}}}, однако при этом структура уравнения Бенедикта — Вебба — Рубина позволяет описывать состояние широкого класса веществ.
Уравнение имеет вид:
{\displaystyle P=RT\rho _{\mathrm {m} }+\left(BRT-A-{\frac {C}{T^{2}}}\right)\rho _{\mathrm {m} }^{2}-(bRT-a)\rho _{\mathrm {m} }^{3}+a\alpha \rho _{\mathrm {m} }^{6}+{\frac {c\rho _{\mathrm {m} }^{3}}{T^{2}}}(1+\gamma \rho _{\mathrm {m} }^{2})\exp(-\gamma \rho _{\mathrm {m} }^{2}),}
где
- {\displaystyle P} — давление, Па;
- {\displaystyle T} — абсолютная температура, К;
- {\displaystyle R=8{,}31441\pm 0{,}00026} — универсальная газовая постоянная, Дж/(моль·К);
- {\displaystyle \rho _{\mathrm {m} }} — мольная плотность, моль/м³;
- {\displaystyle A,\;B,\;C,\;a,\;b,\;c,\;\alpha ,\;\gamma } — восемь волюметрических констант конкретного вещества.

Имеется несколько наборов констант уравнения Бенедикта — Вебба — Рубина, которые различаются различными диапазонами применимости, например, в статье Купера (H. W. Cooper) и Гольдфранка (J. C. Goldfrank) приведены константы для 33 веществ. Некоторые авторы таблиц констант уравнения Бенедикта — Вебба — Рубина определяют их не из условия «наилучшего согласования» с {\displaystyle P-V-T} данными, а подбирают их так, чтобы улучшить обобщённую корреляцию констант для гомологических рядов. В связи с этим никогда не следует смешивать константы из различных таблиц. Все константы для данного вещества всегда должны быть взяты из одного источника.
Температурный диапазон применимости волюметрических констант почти всегда соответствует {\displaystyle T_{\mathrm {r} }>0{,}6} ({\displaystyle T_{\mathrm {r} }=T/T_{\mathrm {k} }} — приведённая температура, {\displaystyle T_{\mathrm {k} }} — критическая температура).

## Температурные модификации
В ходе обработки экспериментальных данных ряд авторов стал отмечать, что при температурах ниже нормальной точки кипения коэффициент {\displaystyle C} уравнения Бенедикта — Вебба — Рубина лучше заменить на функцию температуры, для того чтобы уравнение более точно описывало давление паров.

### Модификация Кауфмана
Кауфман (T. G. Kaufman) предложил аппроксимацию вида:
{\displaystyle C(T)=\sum _{i=1}^{5}A_{i}T_{\mathrm {r} }^{i-1},}
где {\displaystyle A_{i}} — константы, зависящие от свойств вещества.

### Модификация Орая
Наиболее тщательным количественный анализ проблемы зависимости {\displaystyle C(T)} был выполнен Ораем (R. V. Orye). Он предложил следующую температурную зависимость для {\displaystyle C}:
{\displaystyle C^{1/2}(T)=C^{1/2}(T_{0})-\Delta C^{1/2}(T),}
где {\displaystyle C(T_{0})} — значение константы {\displaystyle C}, а величина {\displaystyle \Delta C^{1/2}(T)} — является полиномом 5-й степени.
{\displaystyle \Delta C^{1/2}(T)=Q_{1}\Theta ^{2}+Q_{2}\Theta ^{3}+Q_{3}\Theta ^{4}+Q_{4}\Theta ^{5},}
где {\displaystyle \Theta =(T_{0}-T)/T_{0}} — безразмерный комплекс температуры, {\displaystyle T_{0}} — реперная температура.

### Модификация Старлинга
Старлинг (К. E. Starling) предложил модифицировать уравнение Бенедикта — Вебба — Рубина таким образом, чтобы от температуры зависел не только коэффициент {\displaystyle C}, но и коэффициент {\displaystyle a}, получив тем самым уравнение состояния Бенедикта — Вебба — Рубина — Старлинга с одиннадцатью параметрами:
{\displaystyle P=RT\rho _{\mathrm {m} }+\left(BRT-A-{\frac {C}{T^{2}}}+{\frac {D}{T^{3}}}-{\frac {E}{T^{4}}}\right)\rho _{\mathrm {m} }^{2}-\left(bRT-a-{\frac {d}{T}}\right)\rho _{\mathrm {m} }^{3}+}
{\displaystyle +\alpha \left(a+{\frac {d}{T}}\right)\rho _{\mathrm {m} }^{6}+{\frac {c\rho _{\mathrm {m} }^{3}}{T^{2}}}(1+\gamma \rho _{\mathrm {m} }^{2})\exp(-\gamma \rho _{\mathrm {m} }^{2}).}
Область применимости — {\displaystyle T_{\mathrm {r} }>0{,}3}, {\displaystyle \rho _{\mathrm {r} }<3{,}0} ({\displaystyle \rho _{\mathrm {r} }=\rho _{\mathrm {m} }/\rho _{\mathrm {k} }} — приведённая плотность, {\displaystyle \rho _{\mathrm {k} }} — критическая плотность).

## Обобщённые модификации
Успешное использование оригинала уравнения Бенедикта — Вебба — Рубина при расчётах волюметрических и термодинамических свойств чистых газов и жидкостей обусловило появление ряда работ, в которых это уравнение или его модификация приводится к обобщённой форме, применимой ко многим типам соединений.

### Модификация Ли — Кеслера
Ли (B. I. Lee) и Кеслер (M. G. Kesler) разработали модифицированное уравнение состояния Бенедикта — Вебба — Рубина, используя трёхпараметрическую корреляцию Питцера. По их методу коэффициент сжимаемости реального вещества связывается со свойствами простого вещества, для которого {\displaystyle \omega =0}, и н-октана, выбранного в качестве эталона. Для того чтобы рассчитать коэффициент сжимаемости вещества при некоторых значениях температуры и давления, используя критические свойства этого вещества, сначала следует определить приведённые параметры {\displaystyle T_{\mathrm {r} }} и {\displaystyle P_{\mathrm {r} }}. Затем рассчитывается идеальный приведённый объём простого вещества по уравнению:
{\displaystyle {\frac {P_{\mathrm {r} }V_{\mathrm {r} }^{(0)}}{T_{\mathrm {r} }}}=1+{\frac {B}{V_{\mathrm {r} }^{(0)}}}+{\frac {C}{\left(V_{\mathrm {r} }^{(0)}\right)^{2}}}+{\frac {D}{\left(V_{\mathrm {r} }^{(0)}\right)^{5}}}+{\frac {c_{4}}{T_{\mathrm {r} }^{3}\left(V_{\mathrm {r} }^{(0)}\right)^{2}}}\left[\beta +{\frac {\gamma }{\left(V_{\mathrm {r} }^{(0)}\right)^{2}}}\right]\exp \left[-{\frac {\gamma }{\left(V_{\mathrm {r} }^{(0)}\right)^{2}}}\right],\qquad (*)}
где
- {\displaystyle V_{\mathrm {r} }^{(0)}={\frac {P_{\mathrm {k} }V^{(0)}}{RT_{\mathrm {k} }}}} — идеальный приведённый объём простого вещества;
- {\displaystyle V^{(0)}} — мольный объём простого вещества, м³/моль;
- {\displaystyle P_{\mathrm {r} }=P/P_{\mathrm {k} }} — приведённое давление;
- {\displaystyle P_{\mathrm {k} }} — критическое давление, Па;
- {\displaystyle B=b_{1}-{\frac {b_{2}}{T_{\mathrm {r} }}}-{\frac {b_{3}}{T_{\mathrm {r} }^{2}}}-{\frac {b_{4}}{T_{\mathrm {r} }^{3}}};}
- {\displaystyle C=c_{1}-{\frac {c_{2}}{T_{\mathrm {r} }}}+{\frac {c_{3}}{T_{\mathrm {r} }^{3}}};}
- {\displaystyle D=d_{1}+{\frac {d_{2}}{T_{\mathrm {r} }}};}
- {\displaystyle b_{1},\;\ldots ,\;b_{4},\;c_{1},\;c_{2},\;c_{3},\;d_{1},\;d_{2}} — коэффициенты.

После определения {\displaystyle V^{(0)}}, рассчитывается коэффициент сжимаемости простого вещества:
{\displaystyle Z^{(0)}={\frac {P_{\mathrm {r} }V_{\mathrm {r} }^{(0)}}{T_{\mathrm {r} }}}.}
Далее, используя те же приведённые параметры, определённые ранее, снова решается уравнение (*) относительно {\displaystyle V_{\mathrm {r} }^{(0)}}, но уже с константами для эталонного вещества. После этого находят коэффициент сжимаемости эталонного (опорного) вещества:
{\displaystyle Z^{(\mathrm {R} )}={\frac {P_{\mathrm {r} }V_{\mathrm {r} }^{(\mathrm {R} )}}{T_{\mathrm {r} }}},}
где {\displaystyle Z^{(\mathrm {R} )}} — коэффициент сжимаемости эталонного вещества; {\displaystyle V_{\mathrm {r} }^{(\mathrm {R} )}} — приведённый объём эталонного вещества.
Коэффициент сжимаемости {\displaystyle Z} интересующего вещества определяется из уравнения:
{\displaystyle Z=Z^{(0)}+{\frac {\omega }{\omega ^{(\mathrm {R} )}}}\left(Z^{(\mathrm {R} )}-Z^{(0)}\right),}
где {\displaystyle \omega ,\;\omega ^{(\mathrm {R} )}=0{,}3978} — фактор ацентричности Питцера исследуемого и эталонного вещества (октана) соответственно.
Уравнение применяется в основном для углеводородов в интервалах значений {\displaystyle 0{,}3\leqslant T_{\mathrm {r} }\leqslant 4{,}0} и {\displaystyle 0\leqslant P_{\mathrm {r} }\leqslant 10} для паровой и жидкой фазы, где средняя погрешность составляет менее 2 %.

### Модификация Нишиуми
По утверждению Хопке (S. W. Hopke), как уравнение Бенедикта — Вебба — Рубина, так и уравнение Бенедикта — Вебба — Рубина — Старлинга не дают возможность получить достаточно точные параметры для большинства полярных жидкостей и воды в частности.
Чтобы устранить этот недостаток Нишиуми (H. Nishiumi) разработал обобщающую модификацию уравнения Бенедикта — Вебба — Рубина и привёл данные для 92-х веществ, в том числе воды.
Уравнение Нишиуми для коэффициента сжимаемости {\displaystyle Z} имеет вид:
{\displaystyle Z=1+\left(B^{*}-{\frac {A^{*}}{T_{\mathrm {r} }}}-{\frac {C^{*}}{T_{\mathrm {r} }^{3}}}-{\frac {D^{*}}{T_{\mathrm {r} }^{4}}}-{\frac {E^{*}+\psi _{E}}{T_{\mathrm {r} }^{5}}}\right)\rho _{\mathrm {r} }+}
{\displaystyle +\left(b^{*}-{\frac {a^{*}}{T_{\mathrm {r} }}}-{\frac {d^{*}}{T_{\mathrm {r} }^{2}}}-{\frac {e^{*}}{T_{\mathrm {r} }^{5}}}-{\frac {f^{*}}{T_{\mathrm {r} }^{24}}}\right)\rho _{\mathrm {r} }^{2}+}
{\displaystyle +\alpha ^{*}\left({\frac {a^{*}}{T_{\mathrm {r} }}}+{\frac {d^{*}}{T_{\mathrm {r} }^{2}}}+{\frac {e^{*}}{T_{\mathrm {r} }^{5}}}+{\frac {f^{*}}{T_{\mathrm {r} }^{24}}}\right)\rho _{\mathrm {r} }^{5}+}
{\displaystyle +\left({\frac {c^{*}}{T_{\mathrm {r} }^{3}}}+{\frac {g^{*}}{T_{\mathrm {r} }^{9}}}+{\frac {h^{*}}{T_{\mathrm {r} }^{18}}}+y(T_{\mathrm {r} })\right)\rho _{\mathrm {r} }^{2}(1+\gamma ^{*}\rho _{\mathrm {r} }^{2})\exp(-\gamma ^{*}\rho _{\mathrm {r} }^{2}),}
где {\displaystyle \rho _{\mathrm {r} }=\rho /\rho _{\mathrm {k} }} — приведённая плотность, {\displaystyle \rho _{\mathrm {k} }} — критическая плотность. Все пятнадцать коэффициентов, отмеченные «звездочками», являются функциями коэффициента ацентричности {\displaystyle \omega }; величины {\displaystyle \psi _{E}} и {\displaystyle y(T_{\mathrm {r} })} выражают воздействие полярности на свойства паров и жидкостей соответственно.
Область применимости — {\displaystyle T_{\mathrm {r} }<1{,}3} и {\displaystyle 1<P_{\mathrm {r} }<3}.